# Aszegai

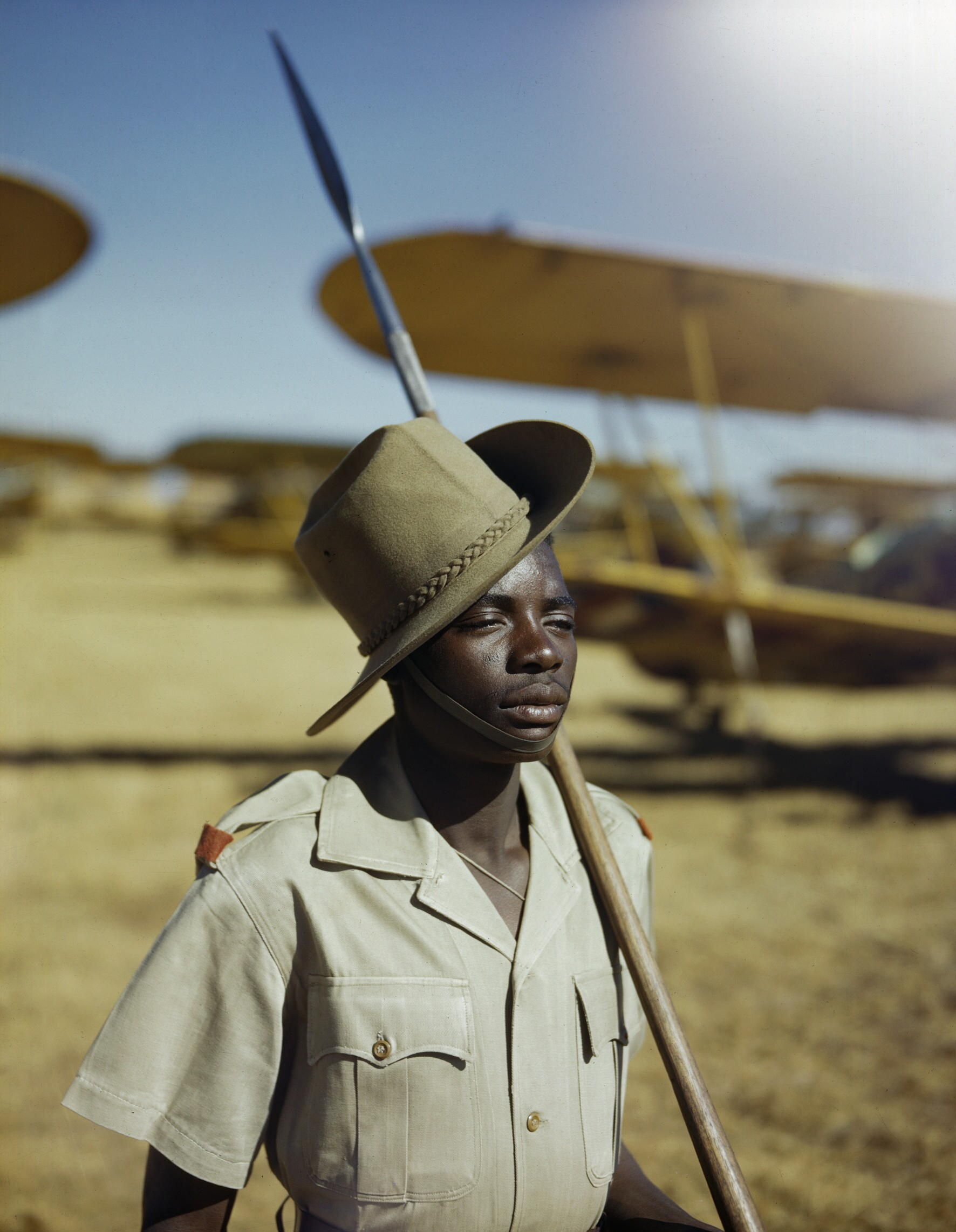
Egy aszkari őr egy szövetséges kiképző iskolában a Waterkloof légibázison (1943 januárja, Pretoria, Dél-Afrika)

Az aszegai (angol írásmóddal assegai vagy assagai) dobófegyver, általában egy könnyű lándzsa vagy gerely, amelynek fából készült nyele és vas hegye van.

## Felhasználási területe
Az aszegai különböző típusai egész Afrikában elterjedtek voltak, a lőfegyverek megjelenése előtt ez volt a leggyakrabban használt fegyver. A dél-afrikai zulu, khosza és más nguni törzsek híresek voltak használatáról.

## Iklva

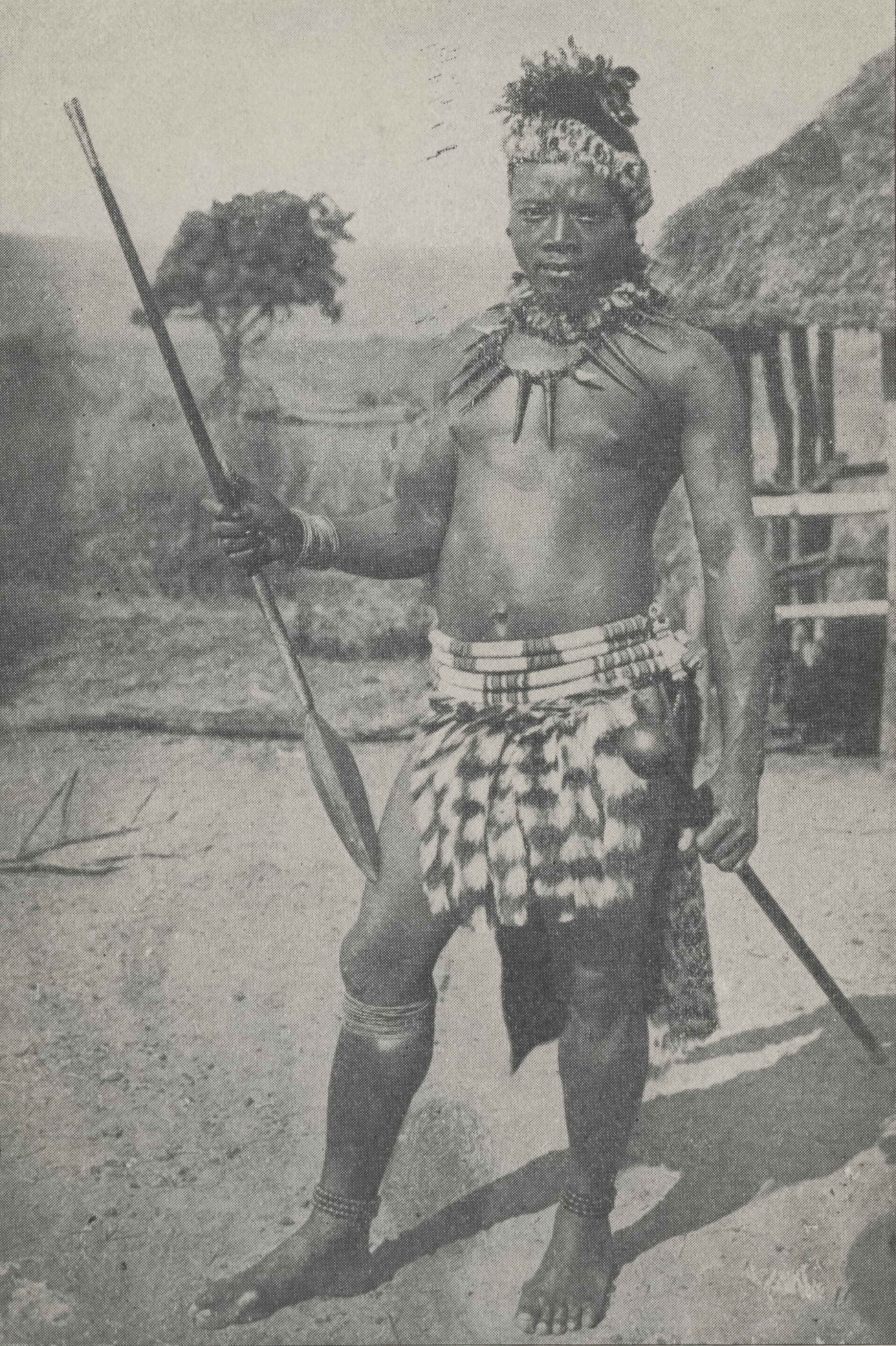
Zulu férfi az aszegainál rövidebb iklva lándzsával

Saka Zulu király népszerűsítette népe körében a rövidebb, 610 mm-es nyéllel és 300 mm hosszú, nagyobb, szélesebb pengével rendelkező szúró lándzsa használatát a hadviselésben, amelyet hagyományosan elsősorban vadászatra használtak. Ezt a fegyvert iklwának vagy ixwának is nevezték, nevét arról a hangról kapta, amelyet akkor hallottak, amikor kihúzták az áldozat sebéből. A hagyományos lándzsát nem hagyták el, hanem távolságról dobták az ellenséges alakulatokra, mielőtt az iklvával közelharcba keveredtek volna. Ez a taktikai kombináció Saka katonai reformjai során alakult ki. Ezt a fegyvert jellemzően egy kézzel használták a harcosok, míg másik kezükben egy marhabőrből készült pajzsot tartottak védekezés céljából.

## Növénytan
Az aszegai egy dél-afrikai fa (Curtisia dentata) neve is, amely alkalmas volt lándzsák vagy dárdák készítésére, elsősorban a dél-afrikai bantu nyelvű népek használták.

## Fordítás
Ez a szócikk részben vagy egészben  az   Assegai című angol Wikipédia-szócikk ezen változatának fordításán alapul.  Az eredeti cikk szerkesztőit annak laptörténete sorolja fel. Ez a jelzés csupán a megfogalmazás eredetét és a szerzői jogokat jelzi, nem szolgál a cikkben szereplő információk forrásmegjelöléseként.